# بيتر ماكاي
بيتر ماكاي (بالإنجليزية: Angus Mackay)‏ هو مؤرخ بريطاني، ولد في 1939.